# جون لو ميسوريه
جون لو ميسوريه (بالإنجليزية: John Le Mesurier) (و. 1912 – 1983 م) هو ممثل أفلام، وكاتب سير ذاتية، وممثل مسرحي، وممثل تلفزيوني من المملكة المتحدة، والمملكة المتحدة لبريطانيا العظمى وأيرلندا، ولد في بيدفورد، بدأ مشواره المهني سنة 1938، ويحمل رتبة عسكرية نقيب، توفي في رامزغيت، عن عمر يناهز 71 عاماً ، بسبب تشمع الكبد.

## التعليم
تعلم في مدرسة شيربورن ‏
.

## الخدمة العسكرية
خدم في الجيش البريطاني.

## وصلات خارجية
- جون لو ميسوريه في قاعدة بيانات الأفلام على الإنترنت
- جون لو ميسوريه  على موقع أول موفي